# Tetjana Petljuk
Tetjana Hryhorivna Petljuk (in ucraino Тетяна Григорівна Петлюк?; 22 febbraio 1982) è un'ex mezzofondista ucraina.

## Palmarès
| Anno | Manifestazione    | Sede       | Evento      | Risultato  | Prestazione | Note |
| ---- | ----------------- | ---------- | ----------- | ---------- | ----------- | ---- |
| 1999 | Mondiali allievi  | Bydgoszcz  | 800 m piani | Argento    | 2'06"67     |      |
| 2000 | Mondiali juniores | Santiago   | 800 m piani | 6ª         | 2'07"26     |      |
| 2000 | Mondiali juniores | Santiago   | 4x400 m     | 6ª         | 3'37"83     |      |
| 2001 | Europei juniores  | Grosseto   | 800 m piani | Bronzo     | 2'04"15     |      |
| 2003 | Europei under 23  | Bydgoszcz  | 800 m piani | 7ª         | 2'06"57     |      |
| 2003 | Europei under 23  | Bydgoszcz  | 4x400 m     | 4ª         | 3'33"63     |      |
| 2006 | Europei           | Göteborg   | 800 m piani | 4ª         | 1'58"65     |      |
| 2007 | Europei indoor    | Birmingham | 800 m piani | Argento    | 1'59"84     |      |
| 2007 | Mondiali          | Osaka      | 800 m piani | Semifinale | 2'00"90     |      |
| 2008 | Mondiali indoor   | Valencia   | 800 m piani | Argento    | 2'02"66     |      |
| 2009 | Mondiali          | Berlino    | 800 m piani | Semifinale | 2'00"90     |      |
| 2009 | Mondiali          | Berlino    | 4×400 m     | dq         | dq          |      |
| 2011 | Europei indoor    | Parigi     | 800 m piani | dq         | dq          |      |
| 2011 | Mondiali          | Taegu      | 800 m piani | dq         | dq          |      |
| 2012 | Europei           | Helsinki   | 800 m piani | dq         | dq          |      |
| 2019 | Europei indoor    | Glasgow    | 800 m piani | Batteria   | 2'05"84     |      |